# Geytsa Garcia
Geytsa Nogueira de Almeida Garcia (Avaré, 18 de janeiro de 2005) é uma atriz brasileira. Ficou conhecida após integrar o elenco da novela Meu Pedacinho de Chão interpretando Pituca em 2014.

## Biografia
Garcia nasceu em Avaré, São Paulo em 18 de janeiro de 2005, filha de Athus de Almeida Garcia e irmã mais velha de Athus de Almeida Garcia Júnior.

## Filmografia

### Televisão
| Ano  | Título                | Papel                                | Ref                     |
| ---- | --------------------- | ------------------------------------ | ----------------------- |
| 2014 | Meu Pedacinho de Chão | Liliane Napoleão (Pituca/Pituquinha) | [ 3 ] [ 4 ] [ 5 ] [ 6 ] |

### Cinema
| Ano  | Título               | Papel   |
| ---- | -------------------- | ------- |
| 2016 | O Vendedor de Sonhos | Julieta |
| 2017 | João, O Maestro      | Marina  |

## Prêmios e indicações
| Ano  | Prêmio                | Categoria               | Trabalho              | Resultado | Ref   |
| ---- | --------------------- | ----------------------- | --------------------- | --------- | ----- |
| 2014 | Prêmio Contigo! de TV | Melhor Atriz Infantil   | Meu Pedacinho de Chão | Indicada  | [ 7 ] |
| 2014 | Melhores do Ano       | Melhor Ator/Atriz Mirim | Meu Pedacinho de Chão | Indicada  | [ 8 ] |